# Сеннен-Ков

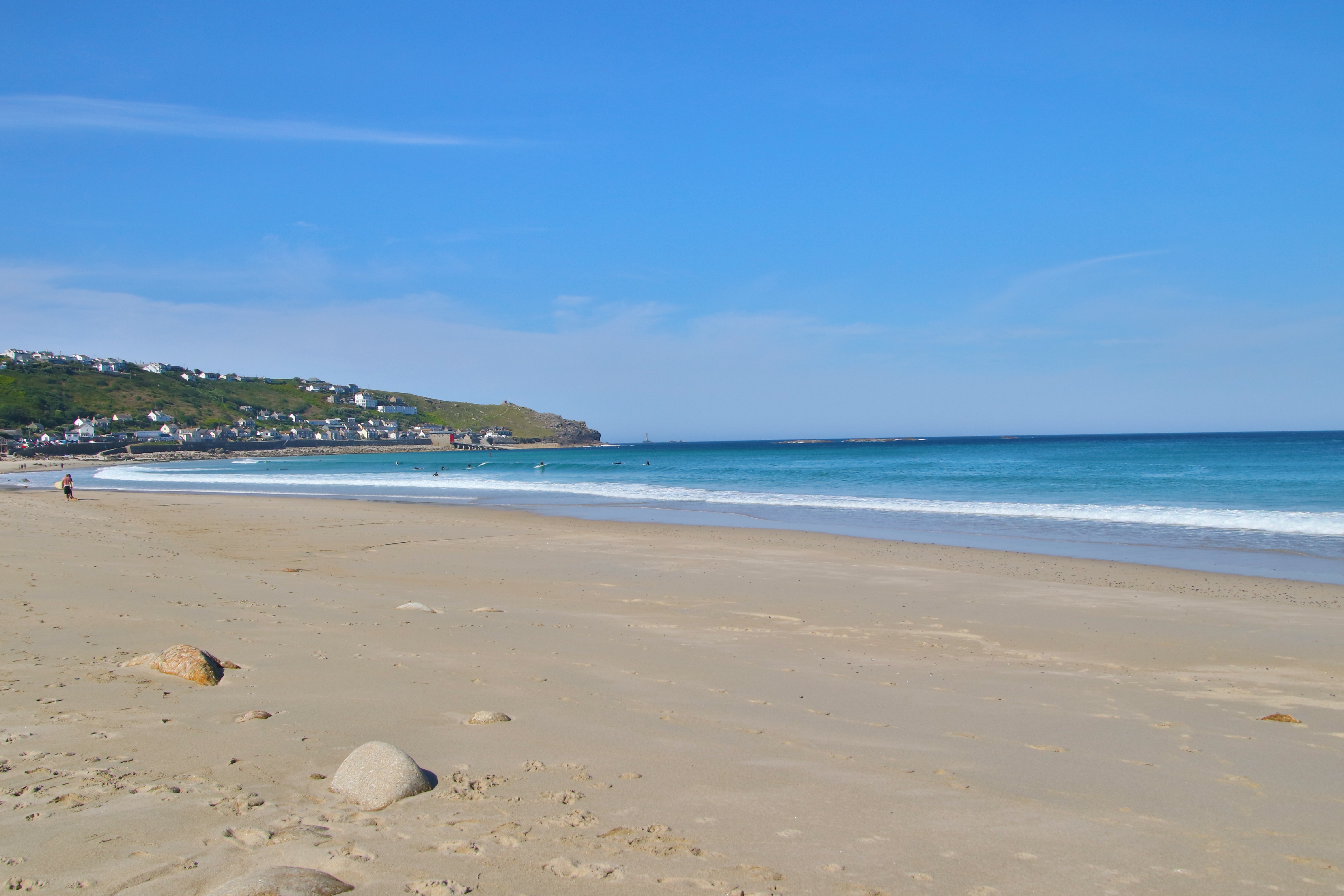
Довольно место на пляже Сеннен Коув

Сеннен-Ков (англ. Sennen Cove) — небольшая прибрежная деревня в приходе Сеннен в Корнуолле, Англия, Соединенное Королевство. По данным окружного совета Пену, население этого поселения в 2000 году оценивалось в 180 человек.

## География
Деревня Сеннен-Коув выходит на южную часть залива Вайтсэнд. Деревня находится на подъездной дороге, которая соединяет магистральную дорогу A30 примерно в 3 км от Land’s End. Таким образом, это первая деревня из «Лэнд-энд» вдоль северного побережья. Дорога медленно опускается примерно на 300 ярдов. Есть несколько десятков домов, построенных в основном из гранита и некоторых видов бетонов, расположенных в основном на террасах, характерных для многих деревень в Корнуолле.

## Море и морское побережье

### Lifeboat
Sennen Cove Lifeboat Station — это Королевская национальная организация Lifeboat Institution, основанная в 1853 году. Она работает волонтерами и управляет всепогодной спасательной шлюпкой класса Tamar и спасательной шлюпкой IB1. Они укомплектованы экипажем из 24 человек, которые обеспечивают, чтобы лодки работали и звонили 24 часа в сутки в течение всего года. [3] Рядом со станцией спасательных шлюпок находится отреставрированный «Раундхаус», который теперь используется как художественная галерея и сувенирный магазин, но изначально использовался для размещения лебедки для перевозки лодок с пляжа.

### Сёрфинг
Сеннен-Ков стал известен своими условиями сёрфинга и высоко ценится как местными, так и нелокальными серферами. Сеннен, как правило, немного более защищен от ветра, чем Гвенвер на другом конце залива Вайтсэнд. Сеннен-Ков хорош в большинстве приливов, кроме экстремального прилива. Серф можно взять напрокат на пляже, рядом с автостоянкой и пляжным кафе.

### Спасательный домик Бильбо.

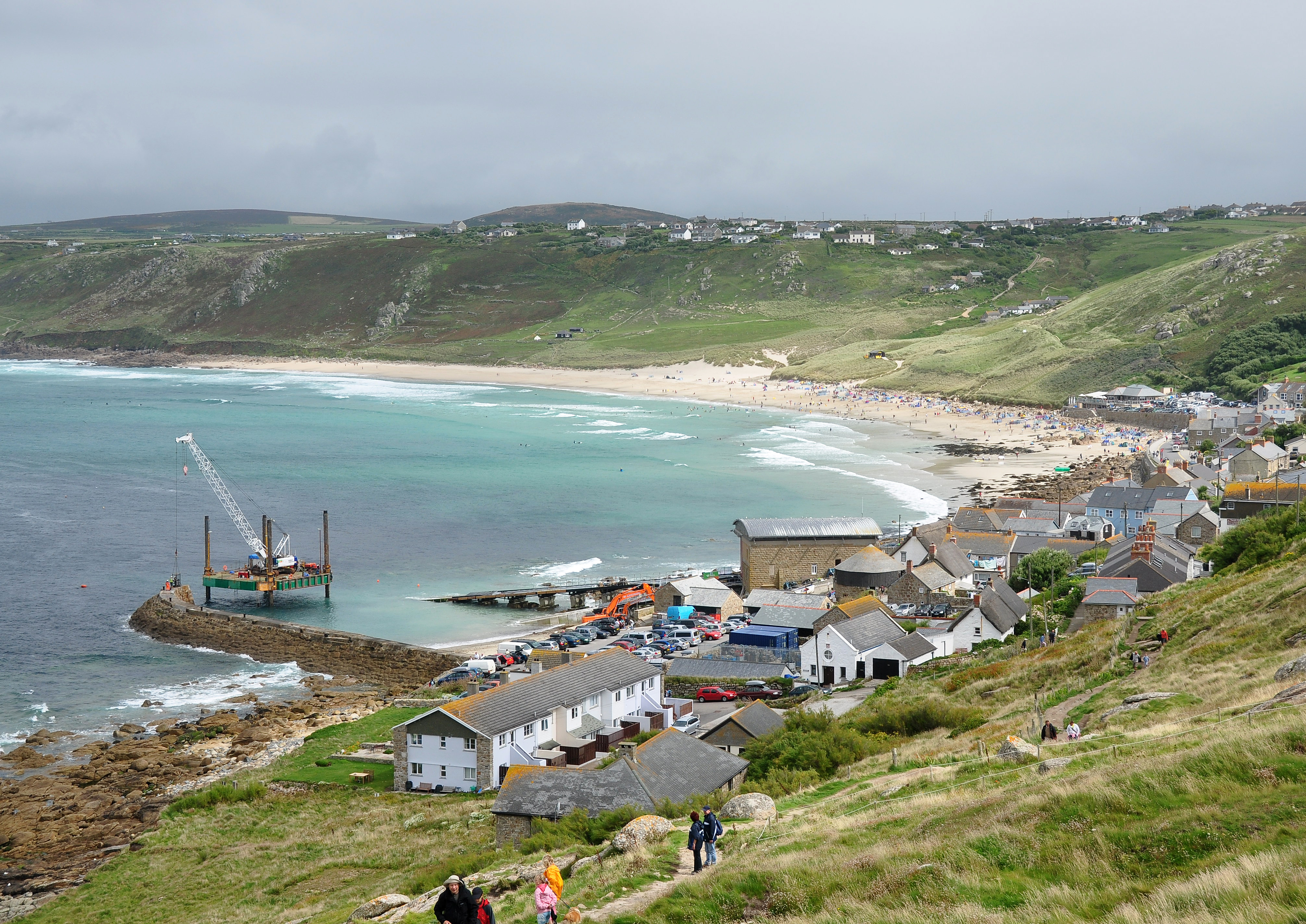
Сеннен-Ков в августе 2009 года

Пляж был домом для Бильбо, первой в мире британского спасательной собаки. Ньюфаундленд впервые начал работать на пляже в 2005 году, но собака была отстранена от службы, когда спасатели были захвачены RNLI в начале 2008 года, поскольку Бильбо не разрешалось ходить по песку (пляж строго свободен для собак летом), и новое постановление RNLI, которое ограничивает перевозку более одного человека (или собаки) на квадроцикле на пляже. В течение трех лет, когда он был на службе (2005—2007), он повысил осведомленность многих туристов об опасностях плавания за пределами определенных зон, контролируемых спасателями, во главе с кампанией «Бильбо Сэйс». Поскольку в 2008 году было ограничено всего 4 часа в неделю, был общественный крик о восстановлении Бильбо. В Интернете было опубликовано несколько петиций, и в старой гостинице «Успех Инн» Сеннен-Ков была создана бумажная петиция.
Бильбо умер в мае 2015 года, и его смерть была отмечена во многих национальных газетах и источниках новостей.
В 2005 году была опубликована «Шанти — блуждающая собака Сеннен-Ков и конец земли» и рассказывает историю колли-собаки, которая уходит своими одинокими странствиями вокруг Сеннен-Ков, а его владелец, старик, который проводит свой день, глядя в море с его окна на верхнем этаже, откладывает. Старик никогда не знает, что Шанти уходит в бухту.

## Экономика
Деревня сильно зависит от туризма и особенно популярна среди любителей серфинга. Основной туристический сезон проходит с весны до осени, достигнув максимума в школьных каникулах в августе. Здесь расположены «Старая Boathouse», магазин для серфинга «Часовня Idne» и общественный дом, а также различные небольшие кафе, стойки для мороженого, сувенирные магазины и небольшие частные художественные галереи, в том числе The Round House, большинство из которых открыты только в туристический сезон.
8 июня 1881 года Фарадей приземлился на восточный конец трансатлантического кабеля, известного как «Прямая американская линия». Временная хижина была возведена примерно в 30 ярдах (27 м) к западу от Скал Каулу. сразу под станцией «хевва» (морской промысел) и рядом с дорогой, ведущей из бухты. [8] Западный конец кабеля находился на острове Соболь, у Канады.

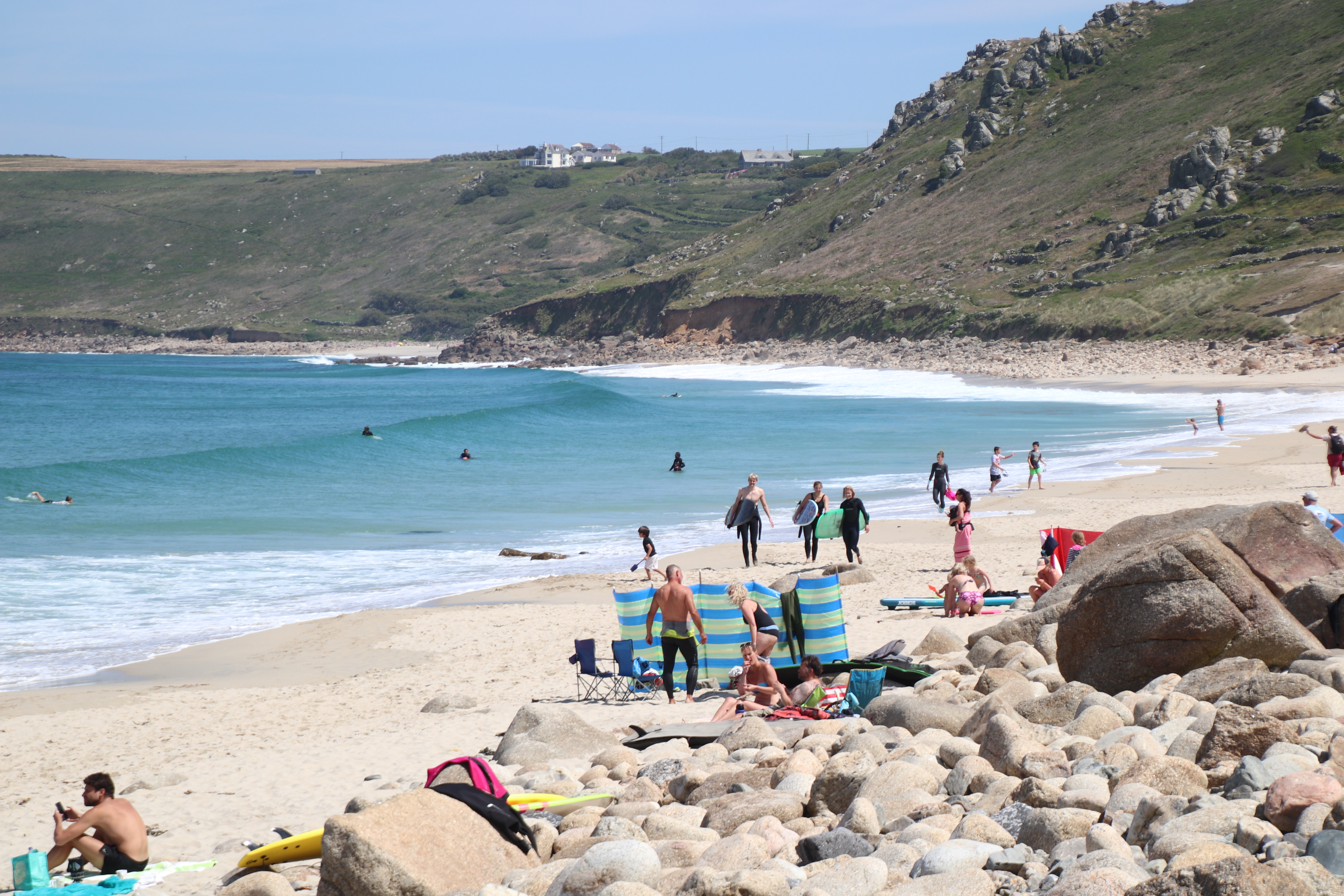
Люди наслаждаются на пляже Сеннен Коув

Небольшой рыболовный флот из семи человек защищен волноломом, построенным в 1908 году. Килька раньше была важным уловом в заливе с промыслом, начинающимся в конце января и продолжавшимся до конца апреля. Sennen Cove был самым важным рыбным промыслом в Корнуолле, и в эпоху Эдуарда большие школы все еще поступали в бухту, где одновременно было захвачено 12 000.
Площадь скал, известных как «Педменские дюны» в бухте, также популярна среди скалолазов, имеющих недлительный доступ.

## Транспорт
«1-й Юго-Запад» обслуживает автобусы до Сеннен-Ков. Служба A1 звонит в Sennen Cove в поездке между Пензансом и Lands End примерно каждый час в дневное время. Летом открытая верхняя шина A3 вызывается в бухту в пути между Сент-Ивсом и Ландом-Эндом. До их кончины в 2006 году Sennen Cove был популярным местом с энтузиастами автобуса Bristol VR из-за крутого уклона, покидающего бухту.

## Музыка
Shoegaze инди-рок-группа из Великобритании, Ride назвала трек в своем альбоме 1990 года «Нигде» после Sennen Cove, названного «Sennen».

## Галерея

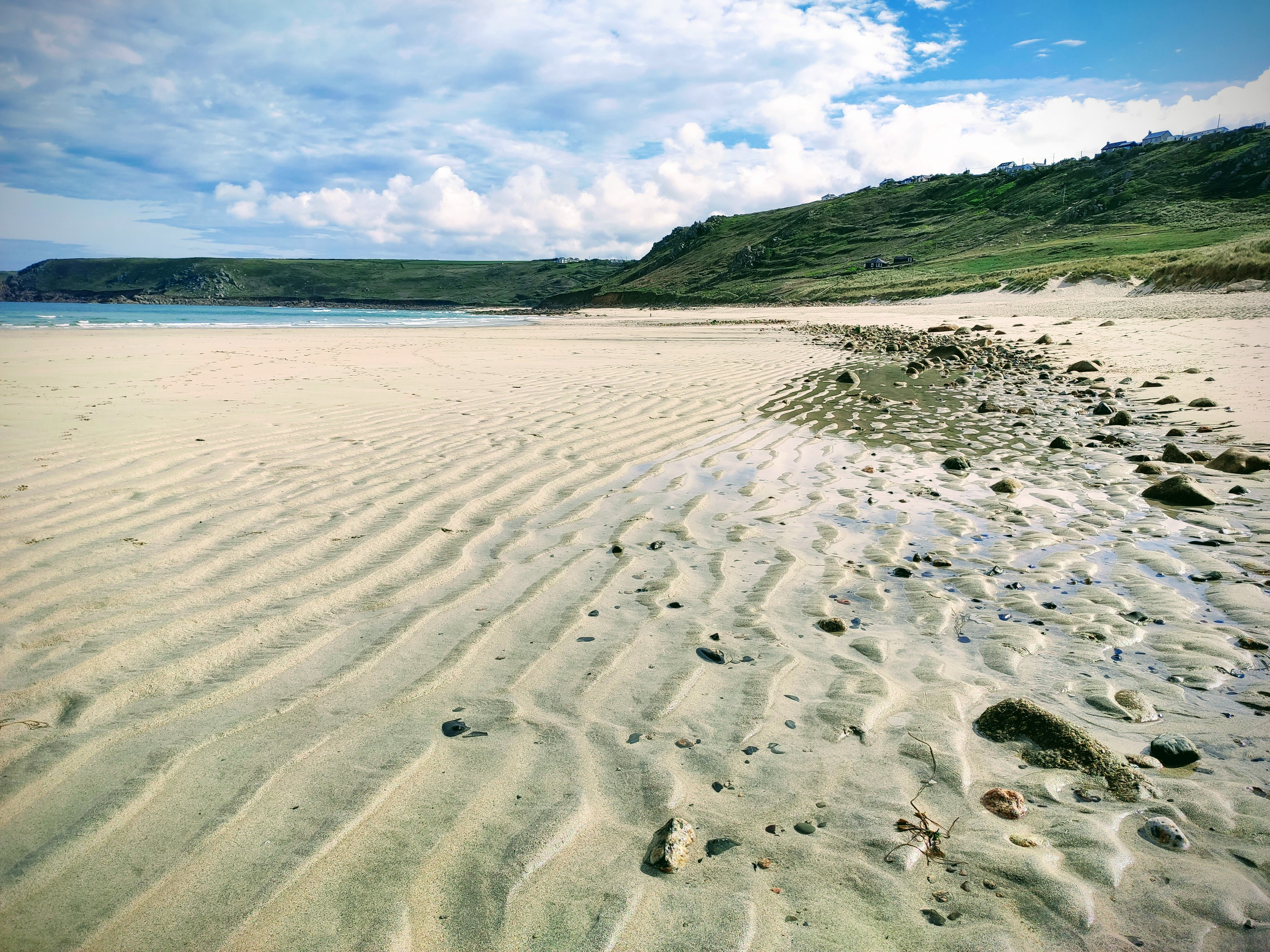
Песок на пляже Сеннен Коув
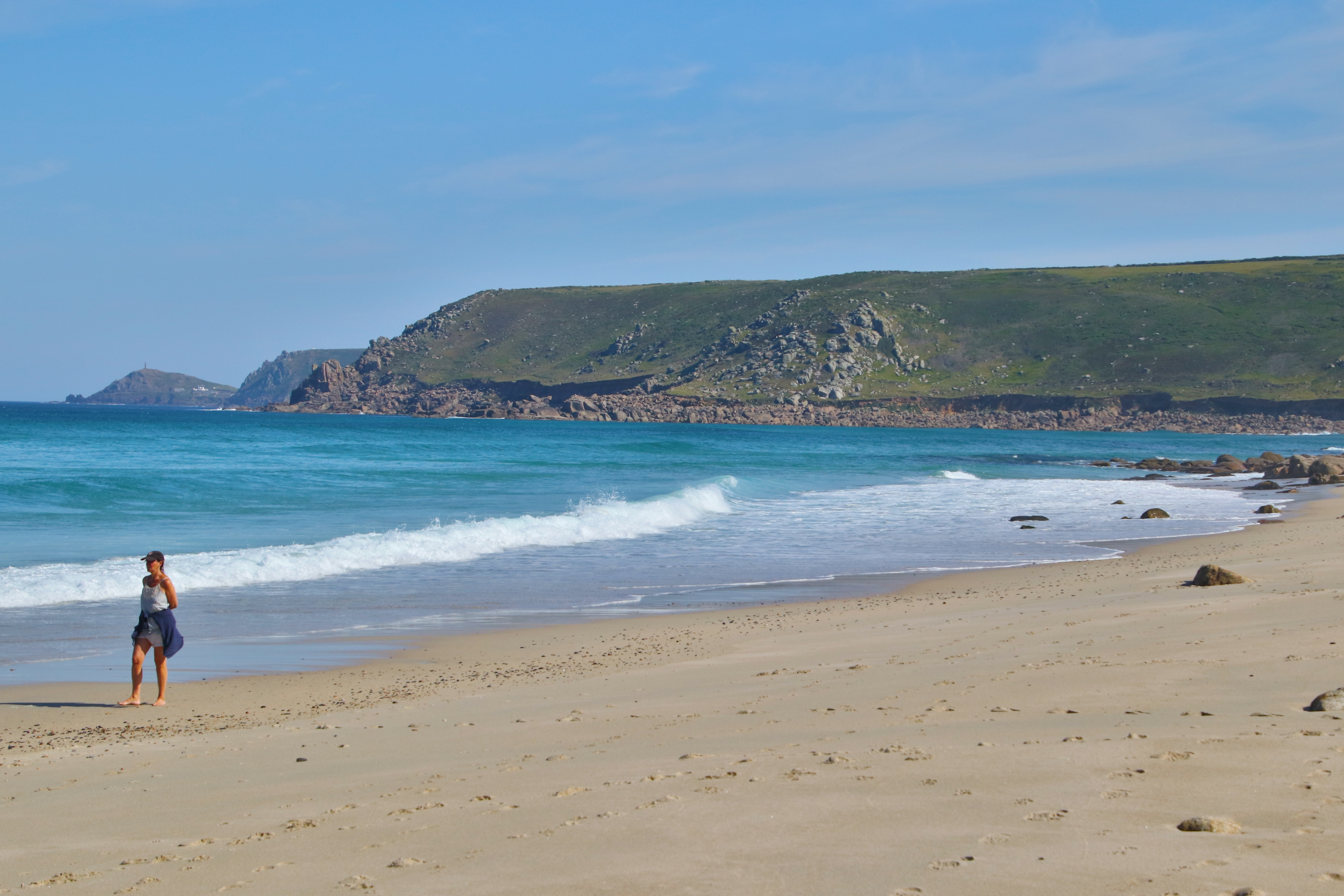
Горы возле пляжа Сеннен Коув
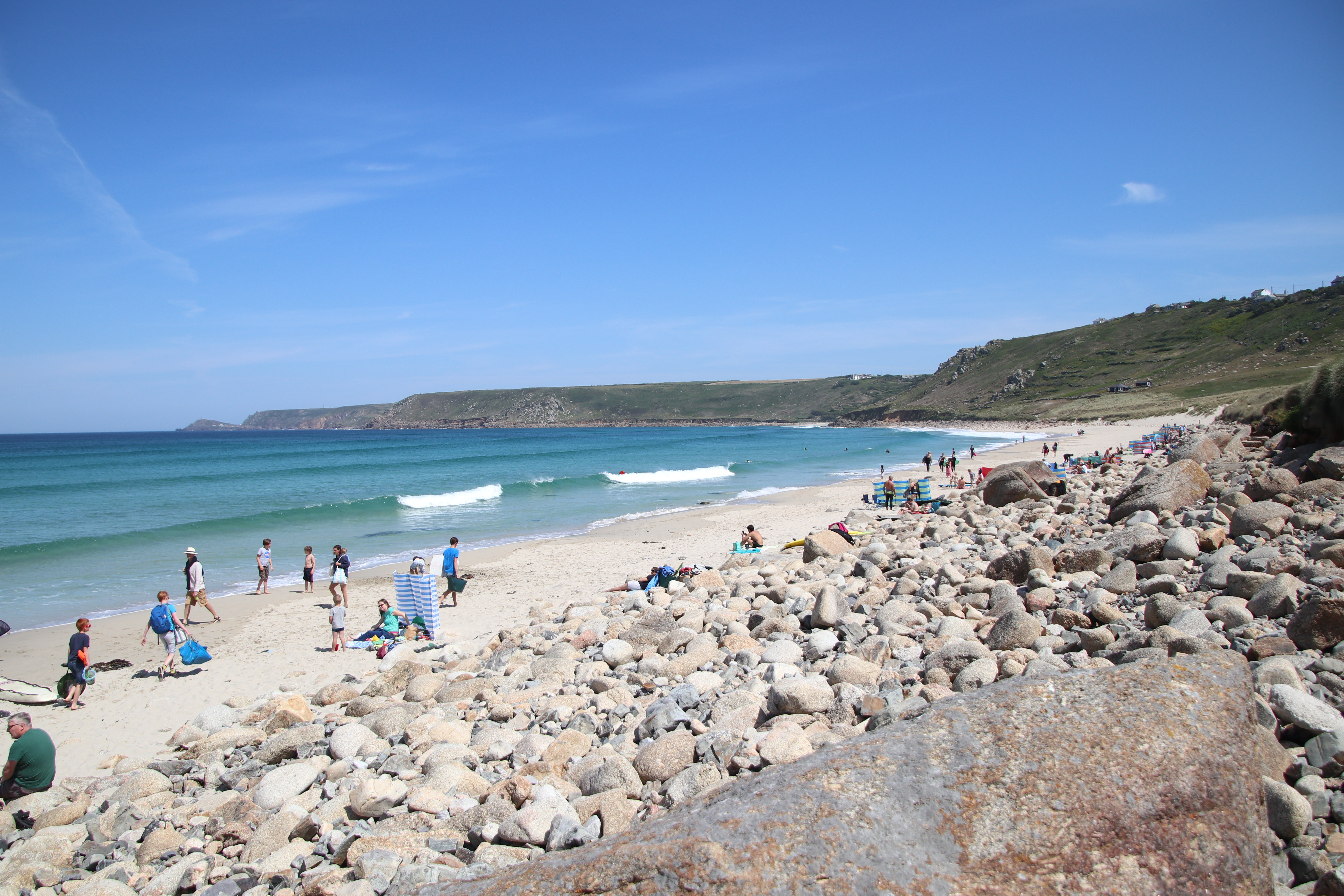
Волны на пляже Сеннен Коув
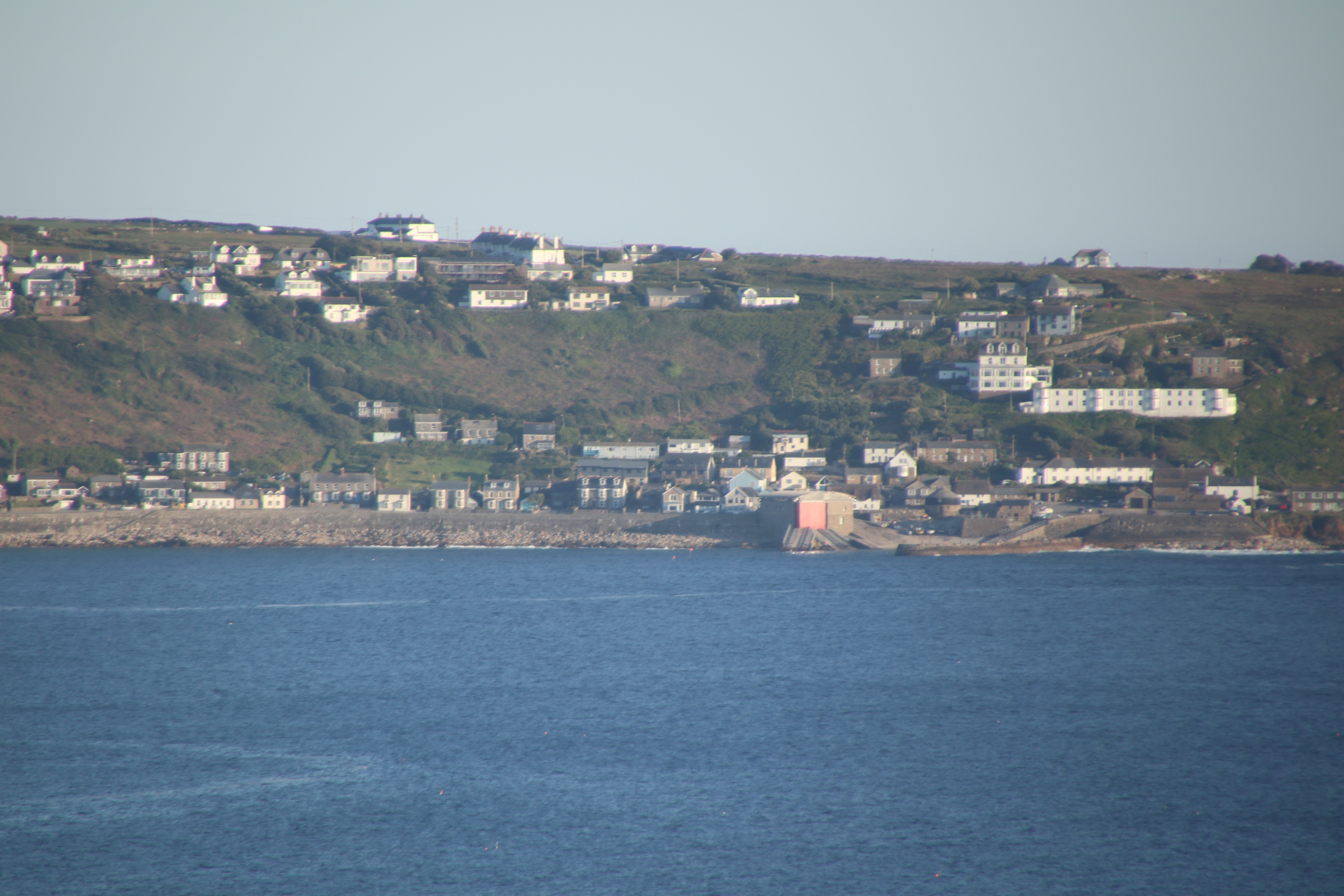
Красивая сцена на пляже Сеннен Коув
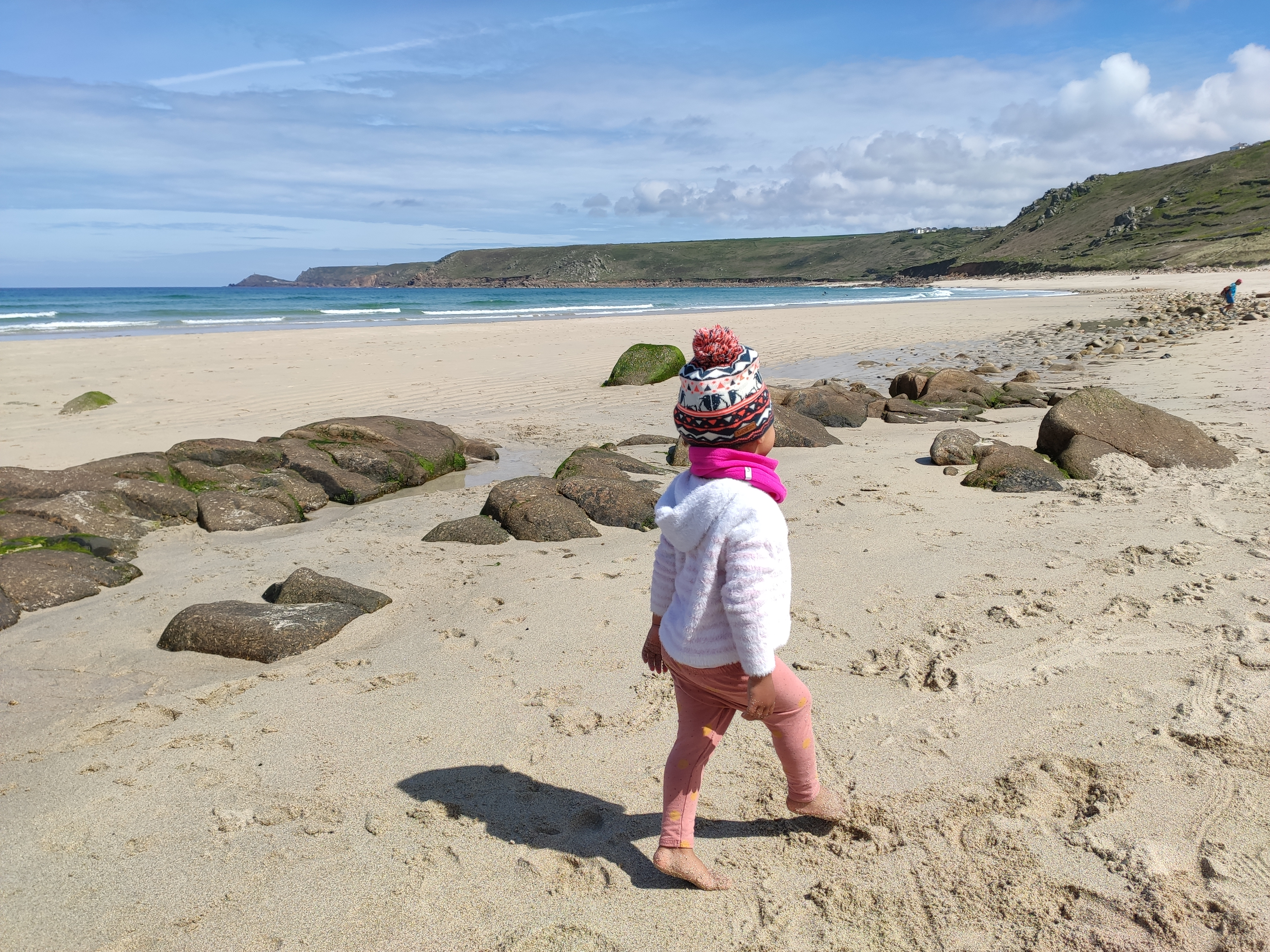
Малыш на пляже Сеннен Коув
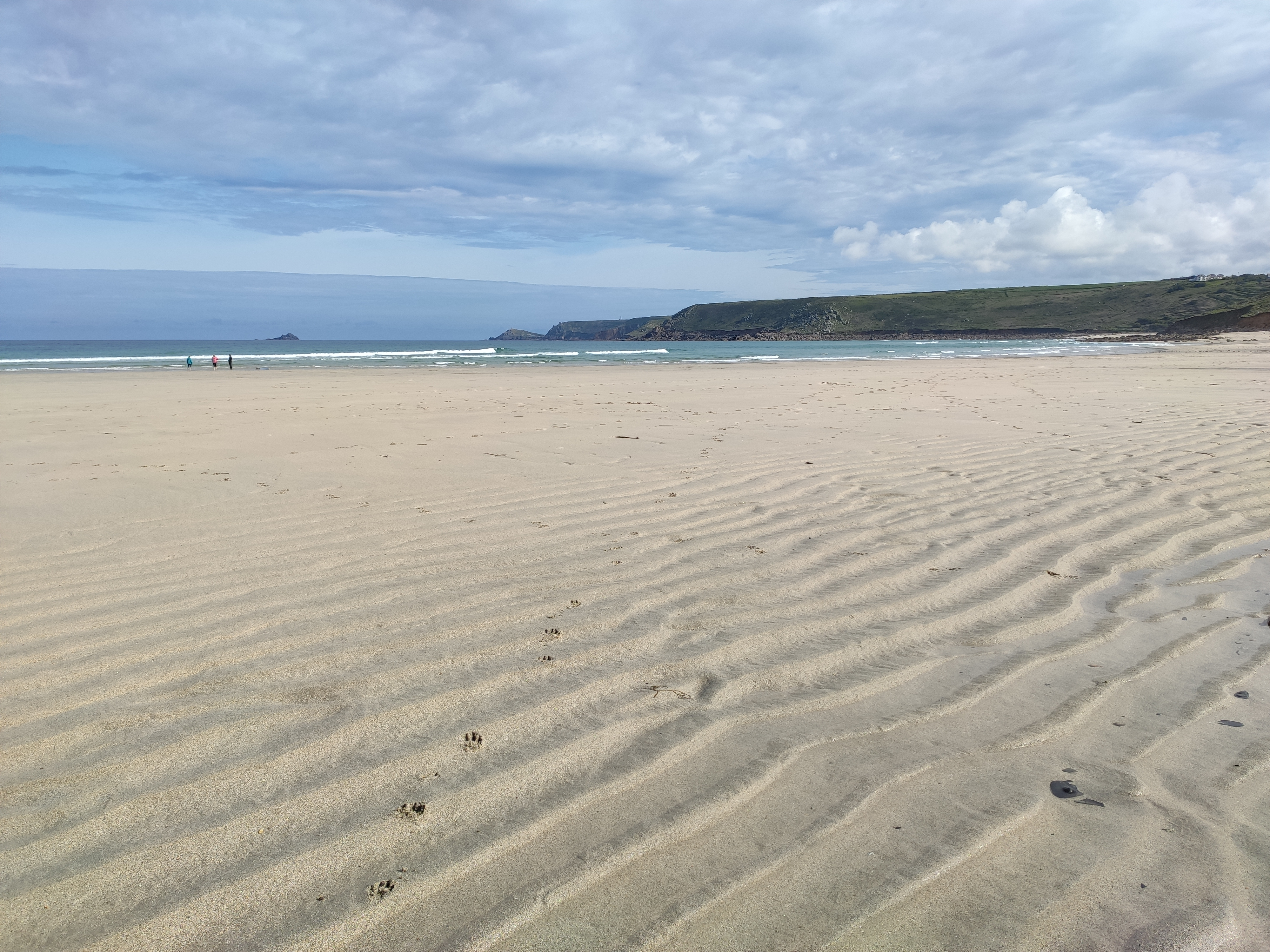
Sennen Cove Beach
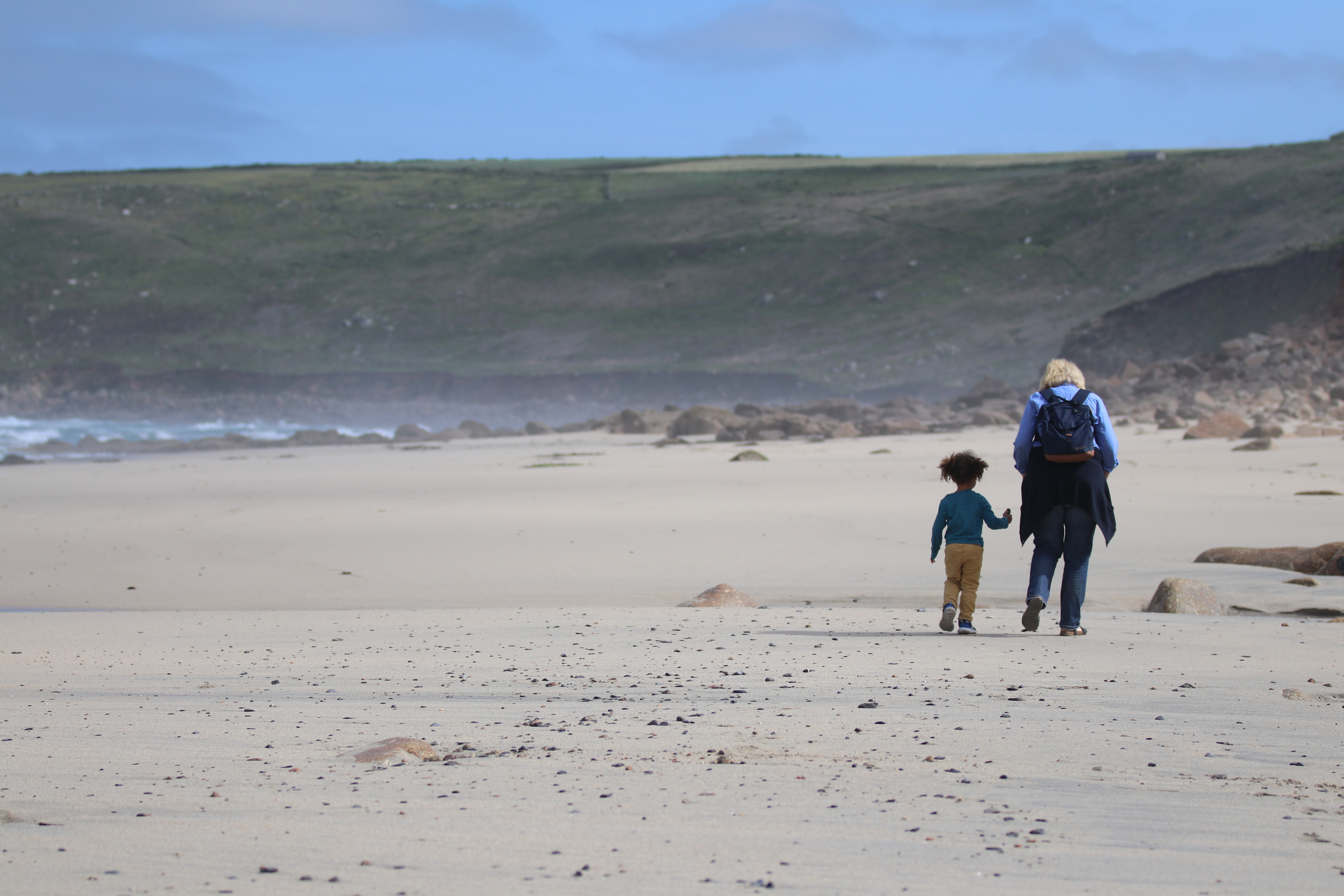
Прогулка по пляжу Сеннен в Корнуолле
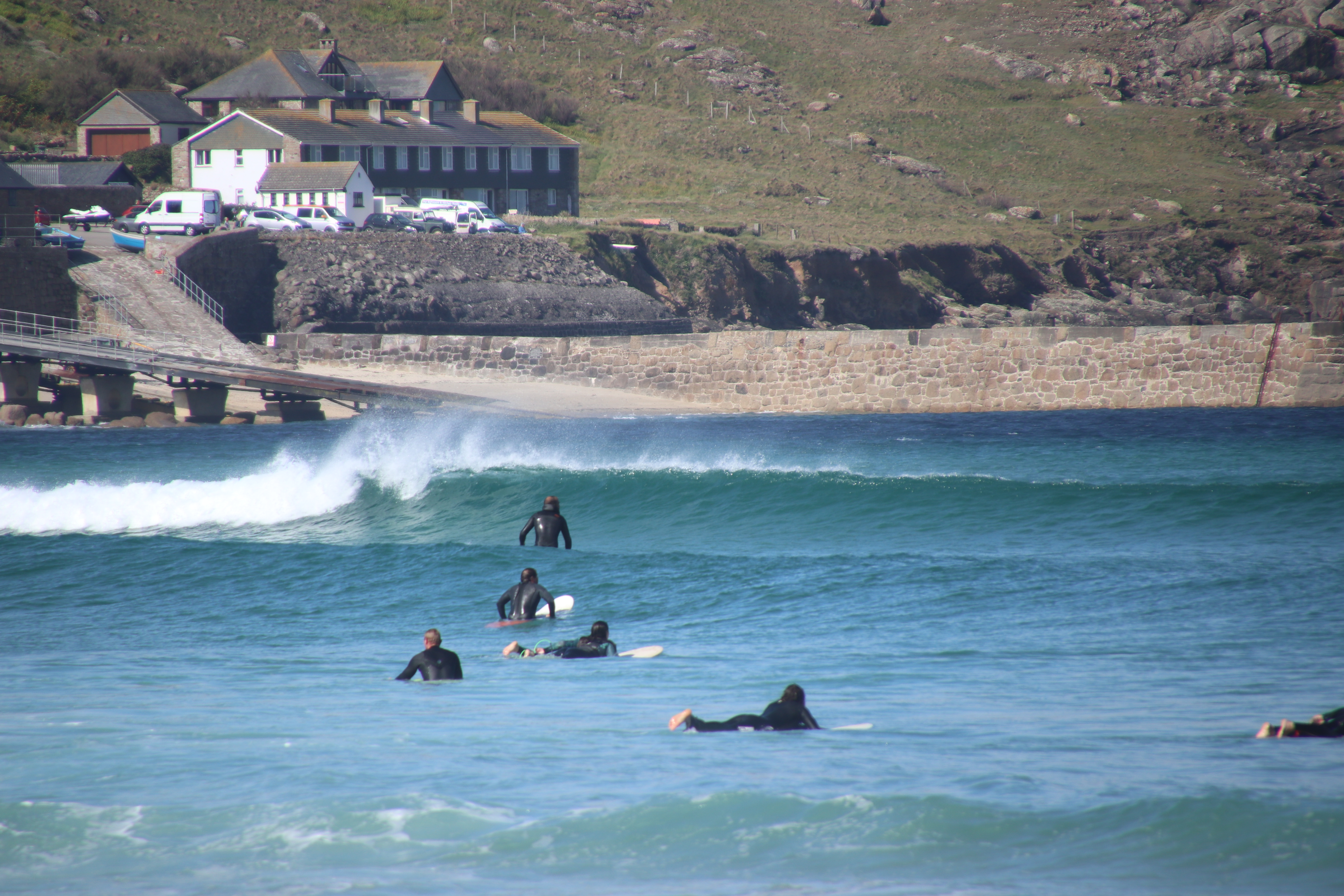
Серферы в море в Сеннене
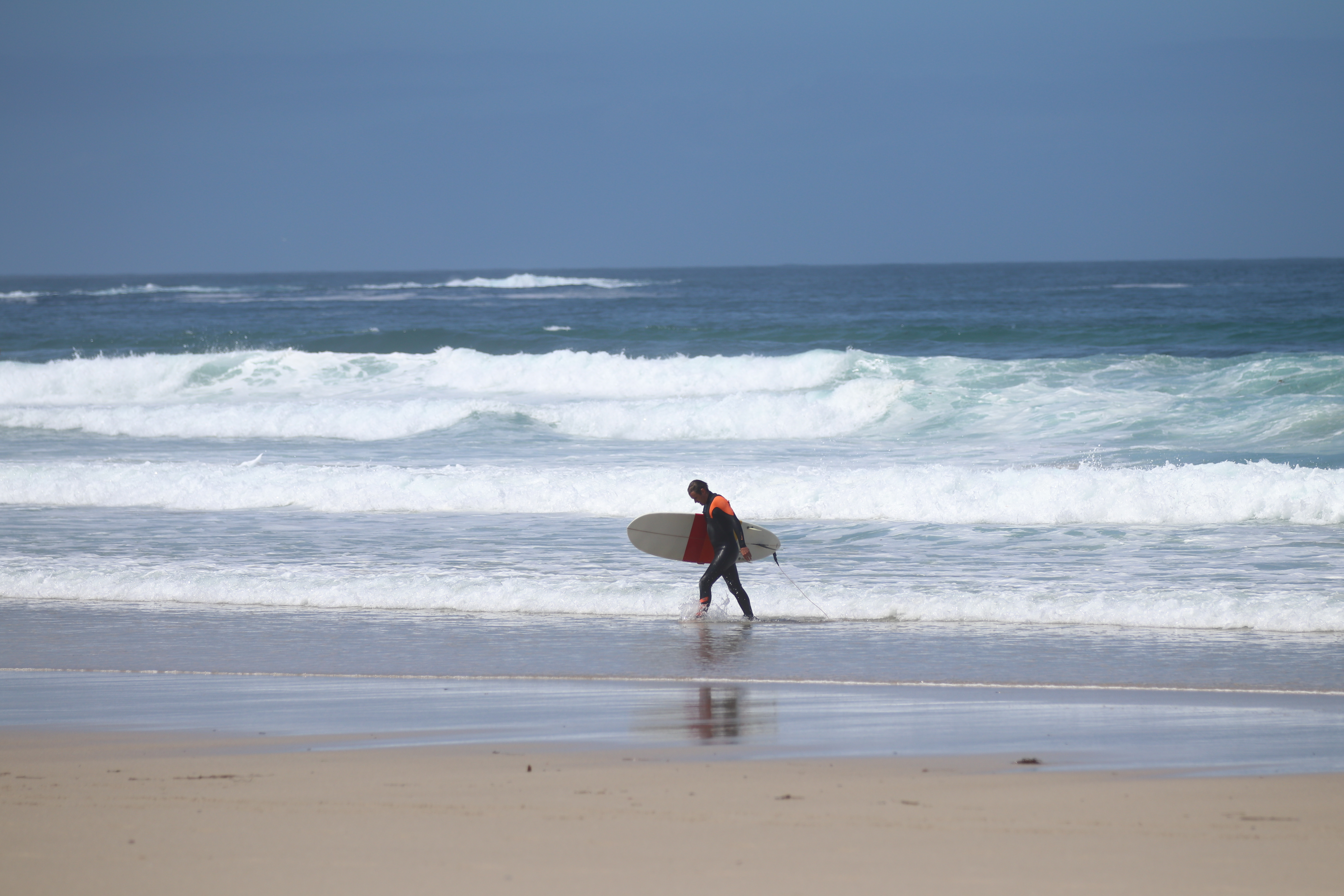
Серфер из Сиеннен Корнуолл